# La ragazza della salina
La ragazza della salina (Harte Männer heisse Liebe) è un film drammatico tedesco-italo-jugoslavo del 1957 diretto da František Čáp.

## Trama
Marina è una giovane orfana della costa che fatica a mantenere lei e i suoi due fratelli più piccoli, unico sostegno è Nicola, innamorato di lei ma non ricambiato.
Un giorno esce in mare ma sopraggiunge una tempesta che fa naufragare il suo barchino. Viene salvata da Pietro, un giovane pescatore che la accoglie nella sua casa e inizia a farle la corte.
Non potendo più pescare Marina decide di andare a lavorare nella salina accompagnata dai fratelli, chiedendo lo stesso posto che aveva il padre. Anche Pietro con tutti i suoi uomini si fa assumere alla salina pur di non stare lontano da lei.
Alberto, il sorvegliante disonesto della salina tenta più volte un approccio con Marina che riesce sempre a fuggire. Tutto questo fa nascere la gelosia di Vida, un'altra lavorante della salina, e amante clandestina di Alberto.
Una sera gli eventi precipitano, Vida disperata dopo un altro litigio con Marina, confessa ad Alberto di aspettare un figlio ma l'uomo la respinge malamente, la ragazza cade e muore. L'uomo che era stato accusato dai lavoranti di trattenersi parte dei compensi decide di fuggire dall'isola ma viene fermato da Nicola e Piero riuscendo a scagionare Marina, accusata della morte della ragazza.
Il mattino seguente Marina ringraziando Nicola per l'aiuto ricevuto accetta la sua proposta di partire con lui ma quando si accorge che anche Pietro sta partendo per l'isola corre sul molo e seguita dai fratelli si butta in mare per poi salire a bordo della sua imbarcazione e stare con lui.

## Produzione
Nel film non viene mai citato nessun luogo, ma le riprese si sono svolte a Pirano, nelle saline di Strugnano, Sicciole e Santa Lucia nelle vicinanze di Portorose, in Slovenia, all'epoca ancora in piena attività.